# Bović
Bović är en ort i Kroatien.   Den ligger i länet Moslavina, i den centrala delen av landet, 50 km söder om huvudstaden Zagreb. Bović ligger 140 meter över havet och antalet invånare är 150.
Terrängen runt Bović är platt. Runt Bović är det mycket glesbefolkat, med 2 invånare per kvadratkilometer. Närmaste större samhälle är Gvozd, 7,7 km sydväst om Bović. I omgivningarna runt Bović växer i huvudsak lövfällande lövskog.